# Sköna Helena
För andra betydelser, se Sköna Helena (olika betydelser).

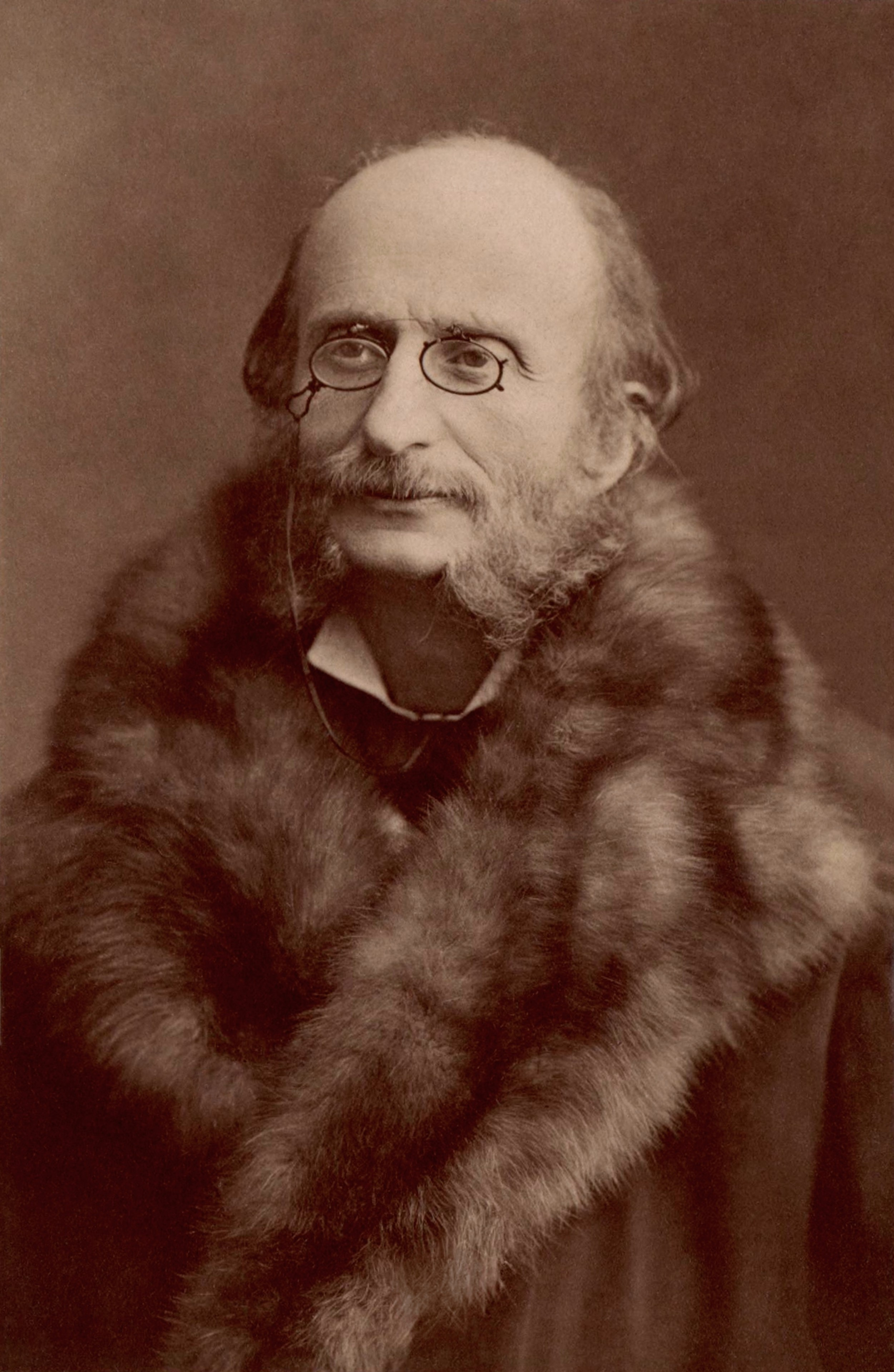
Jacques Offenbach

Sköna Helena (franska: La Belle Hélène) är en operett (opéra bouffe) i tre akter med musik av Jacques Offenbach. Librettot skrevs av Henri Meilhac och Ludovic Halévy. Operetten är en parodi på prins Paris enlevering av prinsessan Helena av Sparta, vilket startade det Trojanska kriget.

## Historia

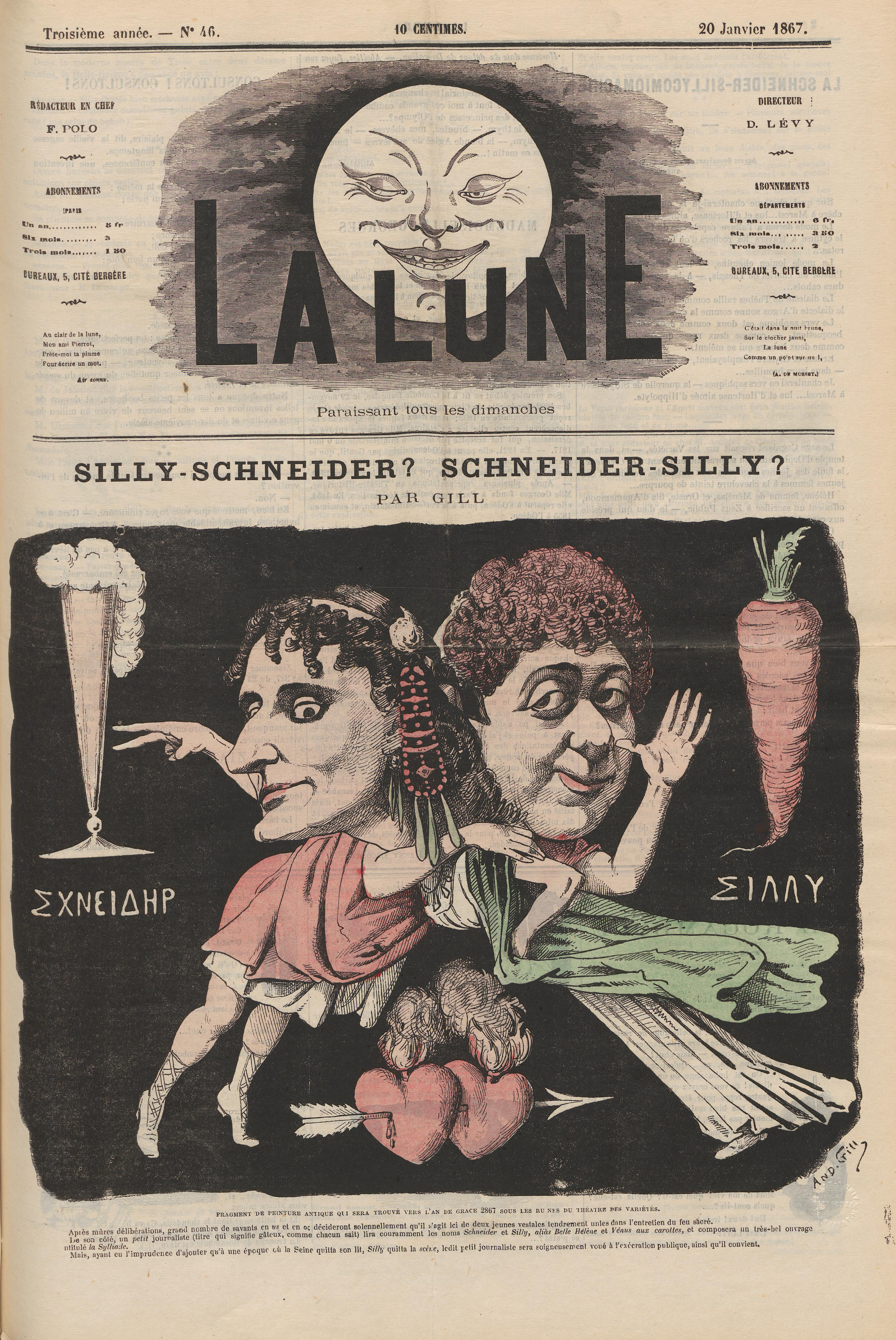
Kariakatyr över fejden mellan Offenbachs två sopraner

1864 var Offenbach etablerad som den ledande franske kompositören av operetter. Efter succén med sina tidiga verk - korta stycken för små ensembler - fick han 1858 tillåtelse att iscensätta helaftonsföreställningar med stor ensemble och kör. Det första försöket, Orfeus i underjorden, åstadkom ryktbarhet och stora kassaintäkter tack vare dess bitska satir över grekisk mytologi, fransk musiktradition och Andra franska kejsardömet. Under de följande sex åren försökte Offenbach (oftast förgäves) upprepa framgången. 1864 återvände han till den klassiska mytologin för inspiration. Hans sedvanlige medarbetare Ludovic Halévy skrev ett utkast till en operett med titeln Trojas erövring (La Prise de Troie). Offenbach föreslog ett samarbete med Hector Crémieux, medförfattaren till Orfeus i underjorden, men Halévy föredrog en ny partner, Henri Meilhac, som skrev mycket av handlingen till vilken Halévy lade till humoristiska detaljer och komisk dialog. Censuren anmärkte på vissa ordval de ansåg hånade kyrkan och staten, och texten ändrades.
I en essä i Grove skriver Andrew Lamb: "Liksom med de flesta av Offenbachs största verk verkar tillkomsten av Sköna Helena har gått smärtfritt". Men om nu skapandet av verket gick lätt, så gjorde inte repetitionerna detsamma. Operachefen för Théâtre des Variétés, Théodore Cogniard, var snål och oförstående för Offenbachs smak för kostsamma dekorer och storskalig orkester, och de två kvinnliga huvudrollerna – Hortense Schneider och Léa Silly – var indragna i en långvarig fejd med varandra. Fejden kom till allmänhetens kännedom och bidrog till ett ökande intresse för stycket bland Paris teaterbesökare.
Operetten uruppfördes på Théâtre des Variétés i Paris den 17 december 1864. Premiärpubliken var entusiastisk men kritiken var blandad och biljettförsäljningen gick dåligt till en början men ändrades efter att några positiva artiklar skrivna av Henri Rochefort och Jules Vallès hade fått publiken att ändra uppfattning och stycket drog publik från både eleganta bohemer och rika borgare. Operetten spelades hela under hela 1865 och ersattes först i februari 1866 av Barbe-Bleue med samma sångare med undantag för Silly, med vilken Schneider vägrade att någonsin spela emot igen.
I Sverige fick operetten sin premiär på Södra Teatern i Stockholm  11 maj 1865 med Gurli Hjortzberg i huvudrollen och ett par veckor senare sattes den även upp på en annan teater i huvudstaden, Dramaten, då med Charlotta Strandberg som Helena. Dramatenchefen Eugène von Stedingk var länge tveksam till om han skulle våga sätta upp "detta frivola skälmstycke".
En föreställning med Anna Norrie i Helenarollen gavs 1888 på Vasateatern i Stockholm och uppsättningar följde på Oscarsteatern i Stockholm 1909, 1912, 1918-19 och 1956 samt i olika insceneringar på Stockholmsoperan 1926, 1944 och i nyöversättning av Ivar Harrie m.fl. 1964.  Den sattes upp på Göteborgsoperan 2003.

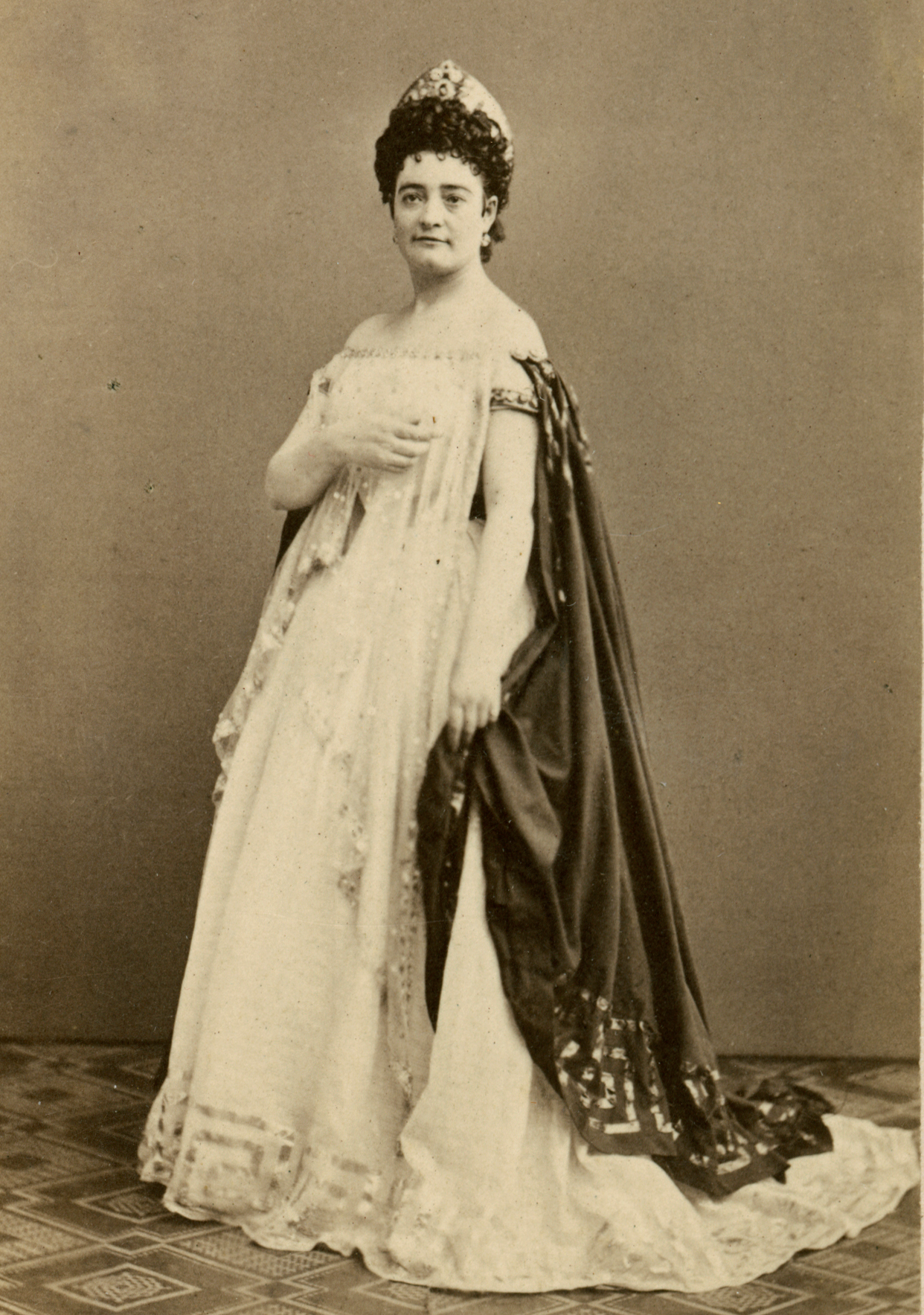
Charlotta Strandberg i titelrollen på Dramaten 1865
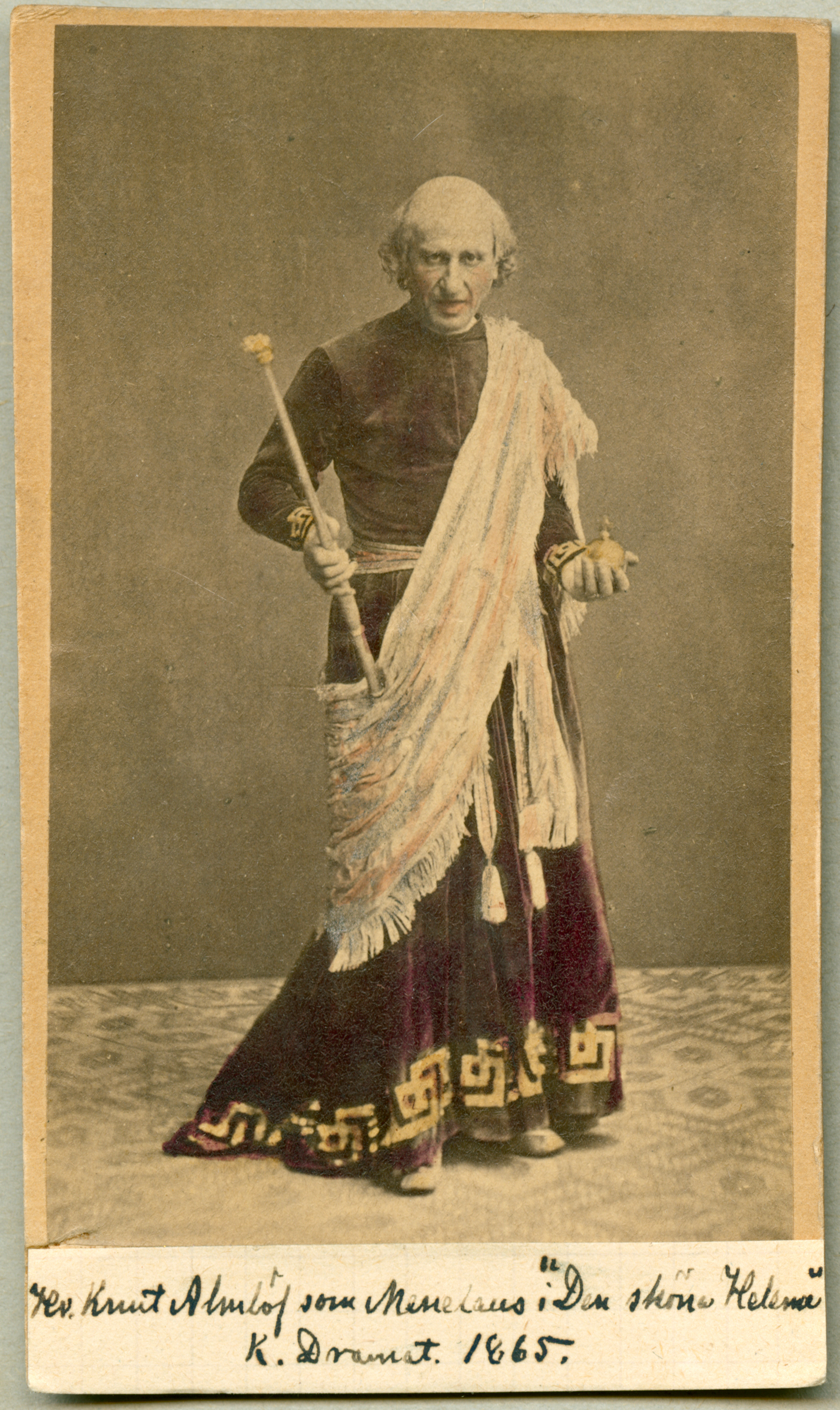
Knut Almlöf som Menelaos på Dramaten 1865
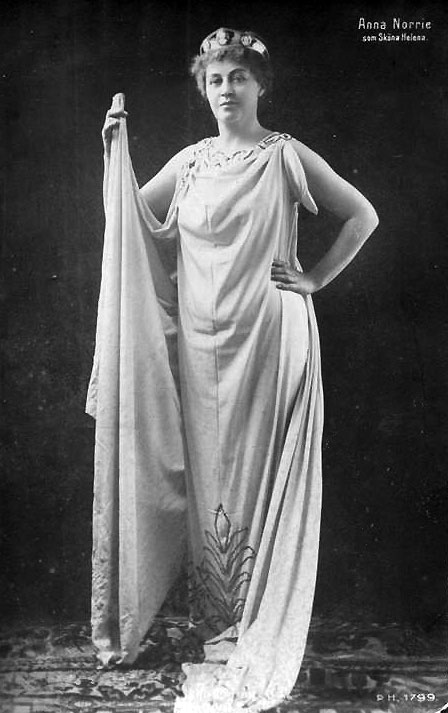
Anna Norrie i titelrollen.
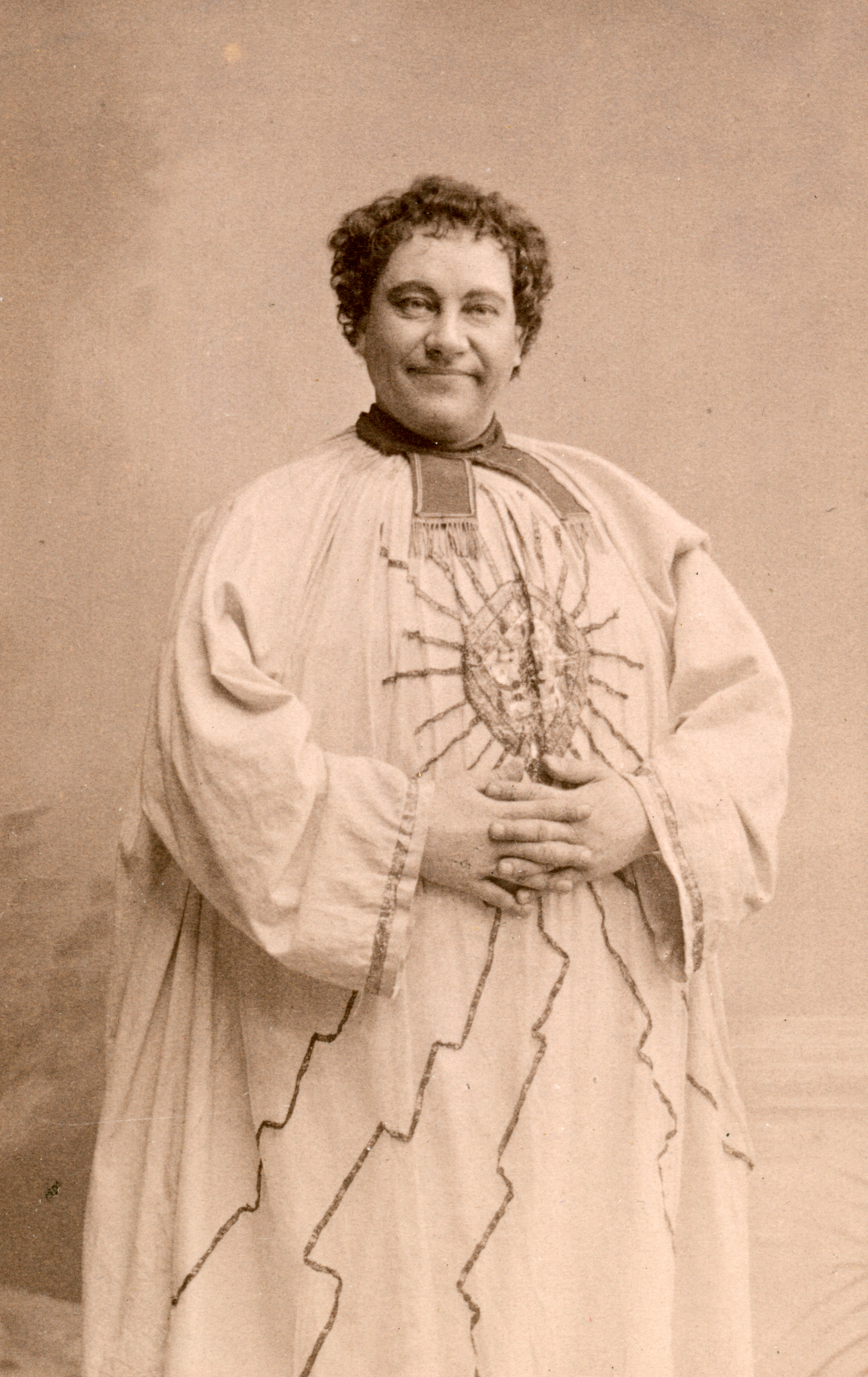
Mauritz Gründer som Calchas på Vasateatern 1888.

## Personer
| Roller                                                                   | Röststämma         | Premiärbesättning, 17 december 1864, (Dirigent: Jacques Offenbach) |
| ------------------------------------------------------------------------ | ------------------ | ------------------------------------------------------------------ |
| Agamemnon, Konungarnas konung                                            | baryton            | Henri Couder                                                       |
| Ménélas, Kung av Sparta                                                  | tenor              | Jean-Laurent Kopp                                                  |
| Pâris, Son till kung Priamos av Troja                                    | tenor              | José Dupuis                                                        |
| Calchas, Jupiters augur                                                  | bas                | Pierre-Eugène Grenier                                              |
| Achille, kung av Phtiotien                                               | baryton            | Alexandre Guyon                                                    |
| Oreste, Agamemnons son                                                   | sopran eller tenor | Léa Silly                                                          |
| Ajax I, Konung av Salamis                                                | tenor              | Edouard Hamburger                                                  |
| Ajax II, Konung av Lokrien                                               | baryton            | M. Andof                                                           |
| Philocome, Calchas tjänare, anställd vid åskan                           | talroll            | M. Videix                                                          |
| Euthyclès, Smed                                                          | talroll            | M. Royer                                                           |
| Hélène, Drottning av Sparta                                              | mezzosopran        | Hortense Schneider                                                 |
| Parthénis, en hetär                                                      | sopran             | Mlle. Alice                                                        |
| Lœna, en hetär                                                           | mezzosopran        | Mlle. Gabrielle                                                    |
| Bacchis, Helenas tjänare                                                 | sopran             | Mlle. C. Renault                                                   |
| Vakt, slavar, folk, furstar, adonisgråterskor, Helenas tärnor, med flera |                    |                                                                    |

## Handling
Föreställningen varar omkring två timmar och 30 minuter.
Plats: Sparta
Tid: före det Trojanska kriget

### Akt 1
Prins Paris inkommer med ett bud från gudinnan Venus till översteprästen Calchas. Han ska se till att Paris får den sköna Helena av Troja, vilket Venus lovade honom när han tilldömde henne ett skönhetspris framför gudinnorna Juno och Minerva.
Paris anländer utklädd till herde och vinner tre priser vid en "vitstävling" i konkurrens med de grekiska kungarna under ledning av Agamemnon. Han avslöjar sin identitet. Helena kröner Paris till vinnare trots protester från Akilles och de två babblande Ajax. Paris bjuds in till en bankett som ges av Helenas make Menelaus. Paris har mutat Calchas att "sia" om att Menelaus omedelbart måste bege sig till Kreta, vilket han motvilligt går med på.

### Akt 2
Medan kungarna festar i Menelaus palats och Calchas fuskar i spel smyger Paris in till Helena vid midnatt. Hon motstår hans förförelser, men han återkommer när hon har somnat. Helena som önskat sig goda drömmar, och tror sig uppleva en nu, kan inte längre motstå. Menelaus återvänder plötsligt och finner de två i varandras armar. Helena säger att allt är hans fel: en god make vet när han ska fara och när han ska återkomma. Paris försöker medla men förgäves. När alla kungarna beordrar honom att återvända hem lämnar Paris palatset och svär att återkomma och avsluta planen.

### Akt 3
Kungarna har farit iväg och Helena bedyrar gråtande sin oskuld. Venus har hämnats den orätt som hennes skyddsling Paris fick genom att göra folket yra och förälskade. En av hennes överstepräster anländer på en båt och förklarar att han ska föra Helena till ön Kythera, där hon ska offra 100 kor. Menelaus beordrar henne att åtfölja prästen, men hon vägrar till en början och säger att det är han och inte hon som har förolämpat gudarna. Men när hon upptäcker att det är Paris som är översteprästen går hon ombord och de två seglar iväg.

## Musiknummer

### Akt 1
- Inledning och kör
- "Amours divins" – Kör och Helena
- Chœur et Oreste "C'est Parthoénis et Léoena" – Kör och Orestes
- Air de Pâris "Au mont Ida"  – Air: "Uti en skog på berget Ida" – Paris (Paris entrésång)
- Marche des Rois de la Grèce  –
- Chœur "Gloire au berger victorieux";  "Gloire! gloire! gloire au berger" – Kör och Helena

### Akt 2
- Entr'acte
- Chœur "O Reine, en ce jour" – Kör
- Invocation à Vénus – Helena
- Marche de l'oie
- Scène du jeu
- Chœur en coulisses "En couronnes tressons les roses"
- Duo Hélène-Pâris "Oui c'est un rêve" – Helena och Paris
- "Un mari sage" (Hélène), valse et final: " A moi! Rois de la Grèce, à moi! " – Helena; Menelaus

### Akt 3
- Entr'acte
- Chœur et ronde d'Oreste "Vénus au fond de nos âmes" – Kör och Orestes
- Couplets d'Hélène "Là vrai, je ne suis pas coupable" – Helena
- Trio patriotique (Agamemnon, Calchas, Ménélas) – Agamemnon, Calchas, Menelaus
- Chœur "La galère de Cythère", tyrolienne de Pâris "Soyez gais" – Kör och Paris
- Final – Alla

## Filmversioner
Sköna Helena har filmatiserats flera gånger, bland annat i Sverige 1951, Sköna Helena, med Max Hansen och Eva Dahlbeck (som dubbades av Kjerstin Dellert). 

## Inspelningar (urval)
- La belle Hélène. Lott, Beuron, Sénéchal, Le Roux, Naouri, Todorovitch. Choir and musiciens du Louvre, Grenoble. Minkowski, dirigent. TDK DVD DV-OPLBH alternativt CD Virgin 5 45477-2. 2 CD.[17]

### Fotnoter
1. ↑  Breckbill, Anita. "André Gill and Musicians in Paris in the 1860s and 1870s: Caricatures in La Lune and L'Éclipse", Music in Art 34, no. 1/2 (2009), s. 218 och 228
2. ↑  Lamb, Andrew. "Orphée aux enfers", Grove Music Online, Oxford University Press, 2002.
3. ↑  Faris, s. 71, 77, 92 och 110; och Kracauer, s. 242
4. ↑  Faris, s. 112
5. ↑  Kracauer, s. 244
6. ↑  Kracauer, s. 244–245
7. ↑  Lamb, Andrew. "Belle Hélène, La" Grove Music Online, Oxford University Press, 2002.
8. ↑  Kracauer, s 243–244; och Faris, s. 125
9. ↑  Martinet, s. 50
10. ↑  Kracauer, s. 246
11. ↑  Kracauer, p. 249
12. ↑  Faris, s. 134
13. ↑  Faris, s. 138–139
14. ↑  Haslum, Bengt (1979). Operett och musical ([Ny, omarb. uppl.]). Stockholm: Sveriges radio. sid. 21-22. Libris 7409549. ISBN 91-522-1522-9
15. ↑   Kungliga teatern : repertoar 1773–1973 : opera, operett, sångspel, balett. Skrifter från Operan, 0282-6313 ; 1. Stockholm. 1974. Libris 106704
16. ↑  ”GöteborgsOperan”. Arkiverad från originalet den 18 juni 2013. https://web.archive.org/web/20130618031318/http://sv.opera.se/media/doc/goteborgsoperan_archive.pdf. Läst 31 mars 2012.
17. ↑   The Penguin guide to the 1000 finest classical recordings : the must have CDs and DVDs. London: Penguin Books. 2011. Libris 12532581. ISBN 978-0-241-95525-3